# Sylvie Fofana
Pour les articles homonymes, voir Fofana.
Sylvie Fofana, née en 1968 à Mankono en Côte d’Ivoire, est une féministe engagée. Elle est la présidente de l’Association des salariés du particulier employeur de Côte d`Ivoire.

## Biographie
En plus d'être une féministe engagée, Sylvie Fofana est la fondatrice du Syndicat national des auxiliaires parentales en France (Snap), le syndicat des nounous qui exercent au domicile des familles.
En 1986, Sylvie Fofana est licenciée abusivement à cause de son état de grossesse. Trois années plus tard, son mari perd également son boulot. C’est en 1992, plus précisément le 8 juin que Sylvie Fofana arrive en France où elle exerce le travail d’aide-ménagère.
En 1993, elle est une fois de plus mise à la porte lorsqu’elle prépare une formation de Bac pro secrétariat bureautique au greta tertiaire nord de la Courneuve (93).
En Septembre 1993, elle obtient un boulot et exerce en tant que garde d’enfants chez des particuliers employeurs. 
En 2009, elle est contrainte de démissionner et licenciée à nouveau.
Le 17 octobre 2010, Sylvie Fofana crée l’Association des Nounous d’Ile-de-France (ANIF). 
En avril 2012 ladite association devient le Syndicat national des nounous. 
En janvier 2014, elle est nommée Syndicat national des auxiliaires parentales (SNAP).

## Études
1982-1984 : Brevet d’Etudes Professionnelles (BEP) en secrétariat bureautique au cours Loko de Marcory.
1993-1994 : Etudes de Bac pro au greta tertiaire nord de la Courneuve.

## Carrière professionnelle
1984-1986 : Secrétaire dans une pharmacie à Treichville en Côte d’Ivoire.
1995 : Garde d’enfant à domicile.
17 Octobre 2010: Création de l’association des nounous d’Ile de France.
07 Août 2011 : Création de l’ONG Woroba afin d’aider les parents du district du Woroba à scolariser leurs filles.
12 Avril 2012 : Création du 1er Syndicat des auxiliaires parentales de France.
Avril 2014 : Création de la 1ère Association des salariés du particulier employeur de Côte d’Ivoire.

## Distinctions
2016 : Chevalière de l’ordre national du mérite par décret de monsieur le président de la République François Hollande grand maître des ordres nationaux.
2017 : Officier de l’ordre du Mérite ivoirien.